# Pawieł Legkonrawow
Pawieł Konstantinowicz Legkonrawow (ros. Павел Константинович Легконравов, ur. 4 stycznia 1894 w guberni kostromskiej, zm. 29 lipca 1938) – radziecki działacz państwowy.

## Życiorys
W 1918 został członkiem RKP(b), 1918-1920 służył w Armii Czerwonej, 1920-1922 był pomocnikiem wojenkoma powiatu bujskiego, potem p.o. wojenkoma powiatu kołogriwskiego w guberni kostromskiej i do 1923 zastępcą przewodniczącego komitetu wykonawczego rady powiatowej. W 1924 ponownie służył w Armii Czerwonej, potem został wojenkomem powiatu łukojanowskiego, następnie do 1927 był przewodniczącym Komitetu Wykonawczego Łukojanowskiej Rady Powiatowej, a 1927-1929 przewodniczącym Komitetu Wykonawczego Arzamaskiej Rady Powiatowej. Od 1929 do czerwca 1930 był przewodniczącym Komitetu Wykonawczego Arzamaskiej Rady Okręgowej, 1930 przedstawicielem Komitetu Wykonawczego Niżnonowogrodzkiej Rady Krajowej przy WCIK, a od 1930 do grudnia 1934 szefem Niżnonowogrodzkiego/Gorkowskiego Krajowego Zarządu Rolniczego. Od grudnia 1934 do lutego 1937 był zastępcą przewodniczącego Komitetu Wykonawczego Kirowskiej Rady Krajowej/Obwodowej, od lutego do sierpnia 1937 przewodniczącym Komitetu Wykonawczego Kirowskiej Rady Obwodowej, a od 13 września 1937 do kwietnia 1938 przewodniczącym Komitetu Wykonawczego Dalekowschodniej Rady Krajowej.
4 kwietnia 1938 został aresztowany na fali wielkiej czystki, 29 lipca 1938 skazany na śmierć przez Wojskowe Kolegium Sądu Najwyższego ZSRR pod zarzutem udziału w kontrrewolucyjnej organizacji terrorystycznej i rozstrzelany. 7 kwietnia 1956 pośmiertnie zrehabilitowany.